# Vale de Espinho
Vale de Espinho es una freguesia portuguesa del municipio de Sabugal, con 38,15 km² de superficie y 512 habitantes (2001). Su densidad de población es de 13,4 hab/km².
Las localidades portuguesas más próximas son Fóios y Quadrazais, a aproximadamente 6 km. Por la parte Española linda con los municipios de Navasfrías (Salamanca) y Valverde del Fresno (Cáceres). Vale de Espinho está situada en plena Sierra de la Estrella lo que le brinda unas amplias vistas, especialmente hacia el Sur. Parte del territorio de la localidad forma parte de la Reserva natural Sierra de Malcata.

## Historia
Se piensa que su población se asentó en la localidad en la época de los castros Celtas. A pesar de ello, la primera documentación escrita que deja constancia de Vale de Espinho es posterior a la fundación de Portugal. Su Iglesia fue construida entre los siglos XII y XIII. Inicialmente fue dedicada a la Virgen y posteriormente a Santa María Magdalena, actual matrona de la localidad. Dada su situación geográfica estratégica, la población fue casi siempre víctima del paso de tropas en épocas de guerra.

## Gastronomía
La gastronomía local se basa sobre todo en productos de la zona: jabalí, cabrito, quesos de la región, truchas del río Coa, bollos de leche, etc.

## Equipamientos municipales
- Guardería
- Centro Social y Parroquial de S. José
- Puesto médico
- Parque Infantil
- Salón de fiestas

## Fiestas y romerías
- Fiesta de San Juan - 23 y 24 de junio
- Fiesta de Nuestra Señora de Fátima - 13 de mayo
- Fiesta del Inmigrante - 15 de agosto